# Priderörelsen

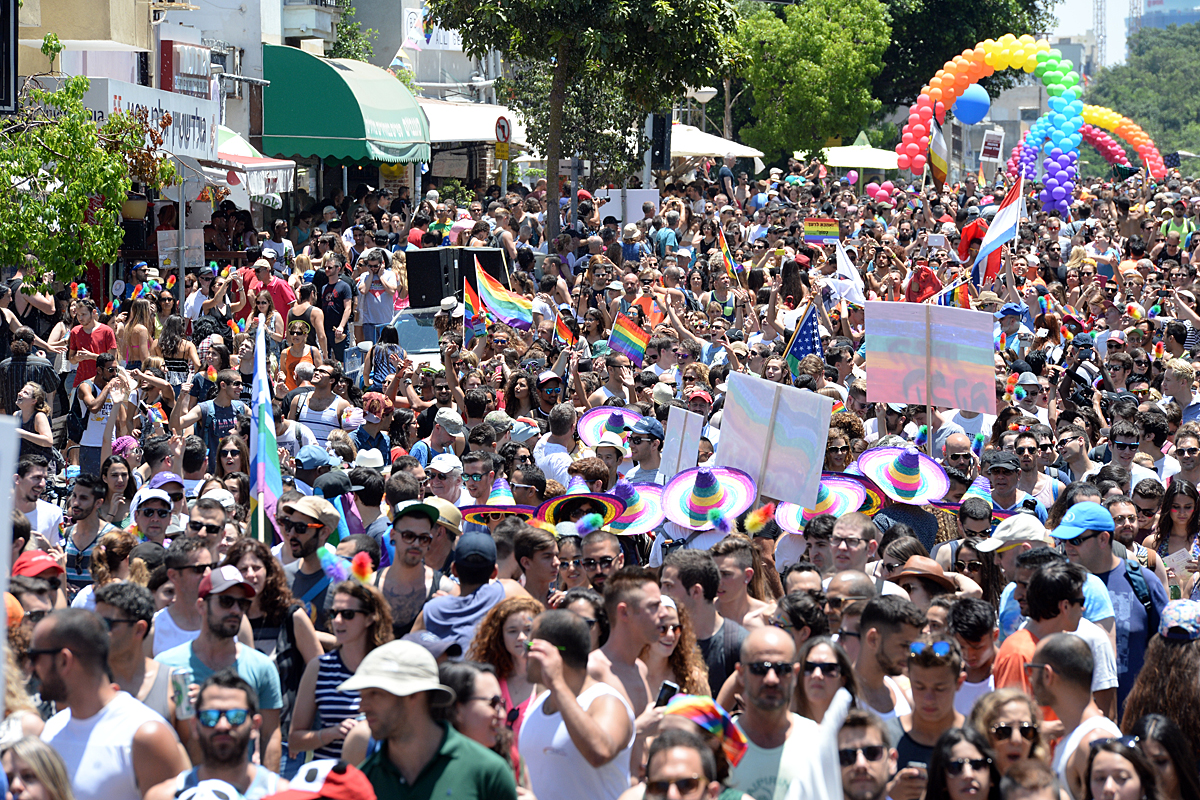
Tel Aviv Pride, en årlig festival för HBTQ-personer i Tel Aviv i Israel, världens mest HBTQ-vänliga stad enligt American Airlines.

Prideflaggan

Priderörelsen, ursprungligen från engelskans gay pride ungefär homosexuell stolthet, är en del av HBTQ-rörelsen som verkar för HBTQ-personers erkännande och lika rättigheter oavsett sexuell läggning och könsidentitet. Priderörelsens främsta symbol är regnbågsflaggan. Andra symboler är den grekiska bokstaven Λ (lambda), samt den rosa och den svarta triangeln, som rörelsen vill återta från sin tidigare användning som markör i nazistiska koncentrationsläger.

## Historik
I HBTQ-historien förekommer ordet pride först som namnet på den Los Angeles-baserade radikala gayorganisationen Personal Rights in Defense and Education (med förkortningen PRIDE), grundad 1966. Organisationen är en del av den politiska gayrörelse som började växa fram under 1960-talet, och som utmanade den "assimileringsstrategi" som präglat tidigare homosexuell organisering. Stonewallupproret 1969 i New York är en viktig milstolpe i den politiska utvecklingen. Upproret, där transpersoner, lesbiska och homosexuella slog tillbaka mot polisens razzia av baren Stonewall Inn, har kommit att markera startskottet för vår tids HBTQ-rörelse. På årsdagen av upproret den 28 juni 1970 anordnades den ursprungliga prideparaden New York Pride. Sedan dess har flera städer startat minnesmanifestationer och pridefestivaler ibland under namnet Pride eller Christopher Street Day. I Europa startade en av de första prideparaderna 1972 i London, nuvarande Pride in London.
De första prideliknande demonstrationerna i Sverige anordnades två år efter Stonewallupproret. Det var föreningen Gay Power Club som den 15 maj 1971 i Örebro samlade ett femtontal personer under paroller såsom "Kunskap raserar fördomar", "Objektiv sexualundervisning" och "Sexuell jämlikhet". Föreningen genomförde även demonstrationer i Uppsala och Stockholm under påföljande sommar, samtidigt som det i Danmark demonstrerades på initiativ av Bøssernes Befrielsesfront. "Gay Liberation-rörelsen har nu nått Skandinavien", konstaterade den svenska gaytidningen Revolt efteråt.
Det dröjde dock några år innan de svenska demonstrationerna fick större genomslag, men 1977 anordnades Frigörelsedagen i Stockholm, som 1979 blev Frigörelseveckan. Denna firades ända fram till evenemanget bytte skepnad och blev Stockholm Pride i samband med att Stockholm blev värd för Europride 1998. 

## Pridefestivaler
För festivalen i Berlin se även  Homosexualitet i Berlin.
För festivalen i Sydney se Sydney Gay & Lesbian Mardi Gras.

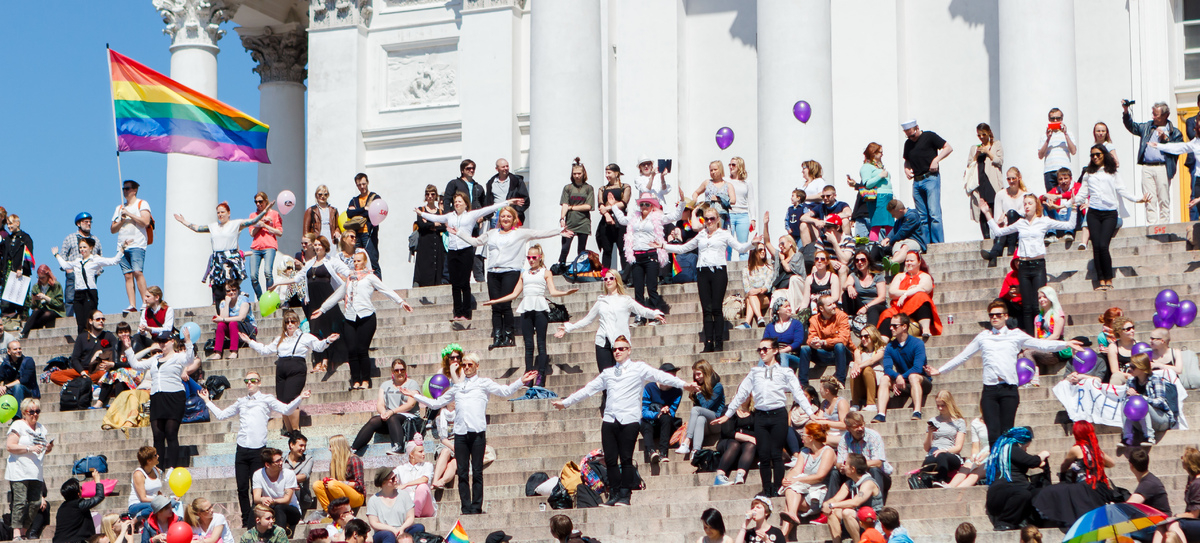
Prideaktivister firar pridefestivalen i Helsingfors år 2014.

Priderörelsen syns främst i form av pridefestivaler eller prideparader, som ofta har ett karnevalsliknande uttryck. Pride firas av HBTQ-rörelsen i många stora städer i världen. I Europa arrangeras Europride i olika städer olika år. Några av världens största pridefestivaler är Pride in London, Berlin Pride, San Francisco Pride samt New York Pride. Under 2000-talet har prideparader arrangerats för första gången i en lång rad länder, bland annat sedan 2012 i Vietnam och Myanmar. Den enda festivalen i Mellanöstern är den i israeliska Tel Aviv. Försök gjorde att organisera den första festivalen i arabvärlden i Beirut år 2017, men delar av festivalen ställdes in efter hot ifrån Libanons polis och islamister.

### Pridefestivaler i Europa i urval
Pridefestivaler finns i många länder i Europa. 
- Berlin Pride
- London Pride
- Helsingfors Pride
- Baltic Pride
- Dublin Pride
- Oslo Pride
- Copenhagen Pride

### Pridefestivaler i Sverige i urval
Pridefestivaler finns numer på många platser i Sverige. Det var i slutet av 1990-talet som det gjordes en ansökan om att få arrangera Europride i Stockholm. För att kunna genomföra Europride i Stockholm 1998 bildades en separat svensk förening, och i paraden som genomfördes deltog runt 10 000 personer. För att sedan kunna arrangera Stockholm Pride 1999 bildades en ny förening för att kunna arrangera just prideparader i Stockholm.  2016 startade den ideella föreningen Svenska Pride som samlar pridearrangörer.
- Stockholm Pride
- West Pride
- Malmö Pride (före 2016 Regnbågsfestivalen)
- Uppsala Pride
- Sápmi Pride (arrangeras i hela Sápmi)
- Springpride Eskilstuna
- Nerike Pride

## Källhänvisningar
1. ↑  ”Tel Aviv named world's best gay city”. Ynetnews. 11 januari 2012. https://www.ynetnews.com/articles/0,7340,L-4174274,00.html. Läst 10 december 2017.
2. ↑  Faderman, Lillian; Stuart Timmons (2006). Gay LA: A History of Sexual Outlaws, Power Politics, and Lipstick Lesbians Gay LA. University of California Press. sid. 154
3. ↑  Michael Holm (1971). ”Ledare”. Revolt – mot sexuella fördomar 7:  sid. 3.
4. ↑  ”PRIDEMANUAL”. webcache.googleusercontent.com. Arkiverad från originalet den 2 juli 2017. https://web.archive.org/web/20170702130654/http://www.rfsl.se/wp-content/uploads/2017/05/RFSL_Pridemanual.pdf. Läst 3 augusti 2017.
5. ↑  http://www.aljazeera.com/news/asia-pacific/2012/08/20128594623174870.html
6. ↑  http://article.wn.com/view/2012/05/17/A_pride_with_no_parade_for_Burmas_first_gay_festival/
7. ↑  ”In a region where LGBT relations mostly taboo, over 200,000 flock to Tel Aviv Pride” (på engelska). National Post. http://news.nationalpost.com/news/world/israel-middle-east/in-region-where-lgbt-relations-mostly-taboo-over-200000-flock-to-tel-aviv-pride. Läst 10 juni 2017.
8. ↑  Kanso, Heba (17 maj 2017). ”RPT-Lebanon launches Arab world's first gay pride week”. Reuters. http://www.reuters.com/article/lebanon-pride-idUSL8N1IJ5HW. Läst 21 maj 2017.
9. ↑  Houé, Mélanie (20 maj 2017). ”Le Liban organise la première Gay Pride du monde arabe”. Libération. http://www.liberation.fr/planete/2017/05/20/le-liban-organise-la-premiere-gay-pride-du-monde-arabe_1570854. Läst 21 maj 2017.
10. ↑  ”Gay Lebanese scrap pride event because of threats” (på amerikansk engelska). France 24. 21 maj 2017. Arkiverad från originalet den 3 augusti 2017. https://web.archive.org/web/20170803005834/http://m.france24.com/en/20170521-gay-lebanese-scrap-pride-event-because-threats?ref=tw_i. Läst 22 maj 2017.
11. ↑  Wennerhag, Magnus (2017). Pride anländer till Sverige : En resa i två etapper. European Civil Society Press. sid. 35–61. http://urn.kb.se/resolve?urn=urn:nbn:se:sh:diva-32162. Läst 14 oktober 2021
12. ↑  ”Om oss”. Svenska Pride. http://www.svenskapride.se/. Läst 14 oktober 2021.